# Jusqu'à la garde
Jusqu'à la garde (bra:Custódia) é um filme de drama francês de 2017 dirigido por Xavier Legrand e sequência do curta-metragem de 2013 Avant que de tout perdre. Foi exibido na seção principal de competição do 74º Festival Internacional de Cinema de Veneza, onde ganhou o Leão de Prata. No 44º Prémios César, o filme venceu os prêmios de Melhor Filme, Melhor Atriz (Drucker), e Melhor Roteiro Original. Foi apresentado no Brasil em 2017 na Mostra Internacional de Cinema de São Paulo. O filme segue o relacionamento conturbado de  Myriam e Antoine, após o divórcio, eles dividem a guarda do filho.

## Enredo
Miriam Besson e Antoine Besson são um casal recém-divorciado. Eles têm uma filha de quase dezoito anos, Joséphine, e um filho de onze, Julien. Miriam quer proteger o filho e mantê-lo longe do pai, a quem acusa de ser violento . Portanto, durante a audiência do tribunal de custódia, ela pede a guarda exclusiva da criança, fornecendo uma carta de Julien dizendo que não quer ver o pai.
Apesar dos apelos de Miriam, o juiz concede a custódia compartilhada e ordena que a criança passe fins de semana alternados com seu pai. Julien tem medo de seu pai e quer proteger sua mãe da violência física e psicológica infligida por Antoine.
Antoine quer continuar a exercer seu poder sobre Miriam e Julien com pressões e ameaças à criança. Essa atitude e suas explosões agressivas criam tensão com seus próprios pais, que dizem a Antoine para sair de casa, onde ele estava hospedado. Antoine então intimida Julien a mostrar-lhe para onde a família se mudou.
Antoine aparece do lado de fora do local da festa de 18 anos de Joséphine. Durante uma discussão, ele agarra a ex-mulher pelo pescoço, até que sua irmã Sylvia intervém, ameaçando chamar a polícia se Antoine aparecer novamente.
Naquela noite, enquanto Miriam e Julien estão dormindo em sua casa, Antoine tenta entrar no apartamento armado com uma espingarda, que atira na porta. Um vizinho chama a polícia. Miriam e Julien se barricam no banheiro, seguindo o conselho de uma central de atendimento da polícia, até que os policiais chegam e desarmam e prendem Antoine.

## Elenco
- Léa Drucker como Miriam Besson
- Denis Ménochet como Antoine Besson
- Thomas Gioria como Julien Besson
- Mathilde Auneveux como Joséphine Besson
- Jean-Marie Winling como Joël Besson

## Recepção
No site de crítica Rotten Tomatoes, o filme tem uma classificação de aprovação de 93% com base em 68 avaliações, com uma classificação média de 7.8 / 10. O consenso crítico do site diz: "Custody usa contenção formal e uma série de performances para ter um olhar contundente no vínculo muitas vezes doloroso entre pais e filhos." No Metacritic, o filme tem uma pontuação média ponderada de 84 de 100, baseado em 18 críticos, indicando "aclamação universal".